# 自由区 (圣保罗)
23°34′04″S 46°37′46″W / 23.5677777878°S 46.6294444544°W

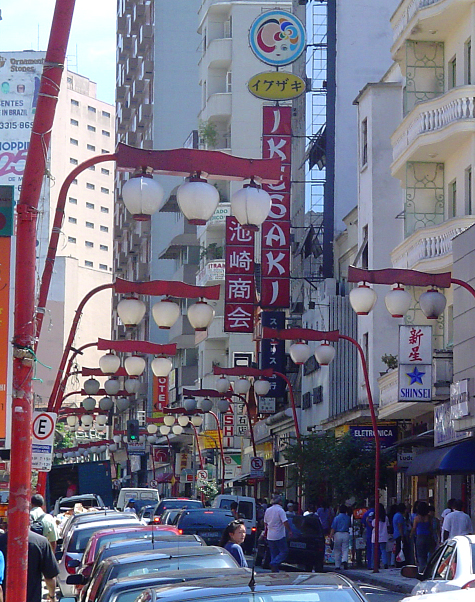
自由区的街道

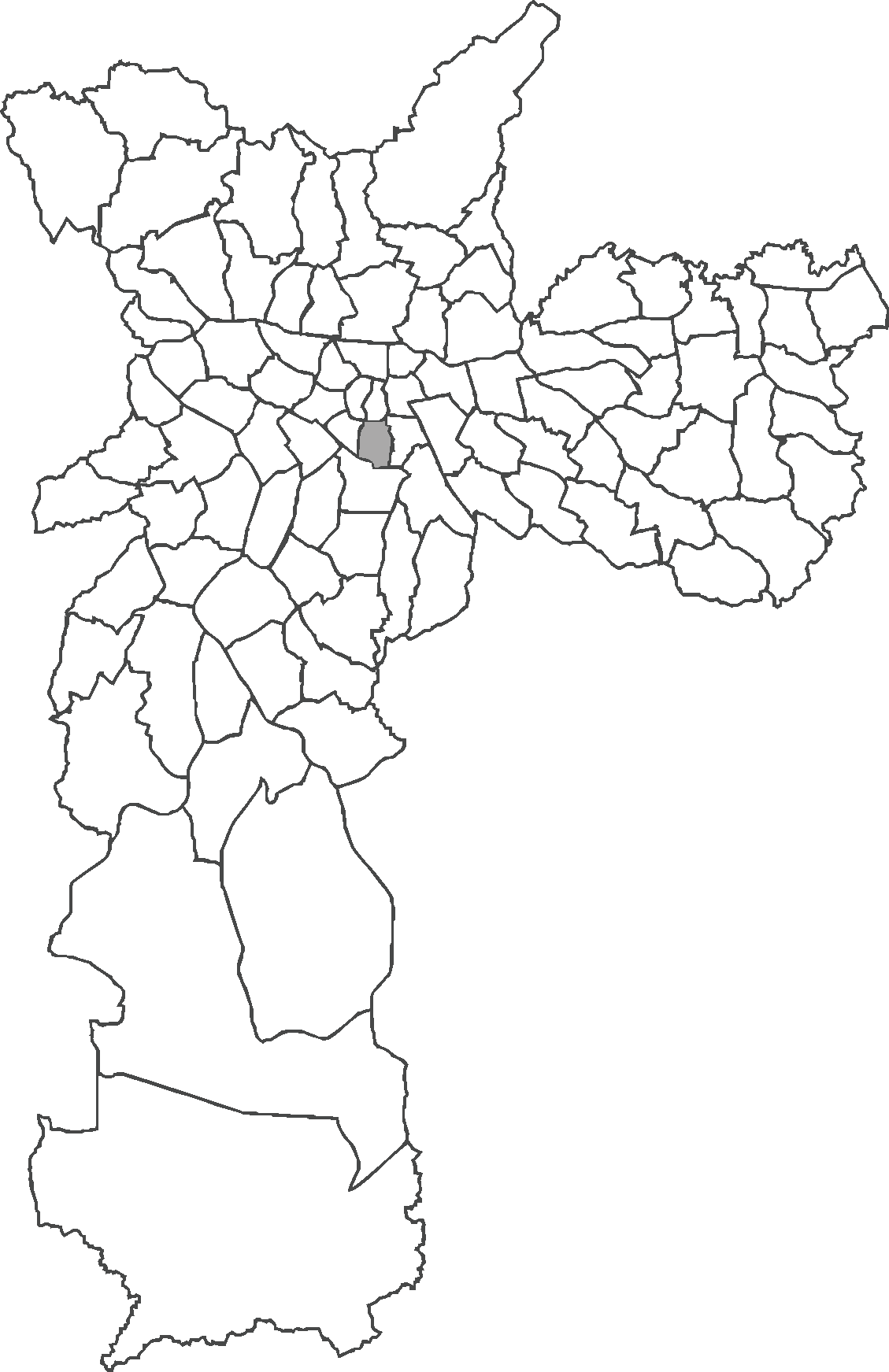
自由区在圣保罗的位置

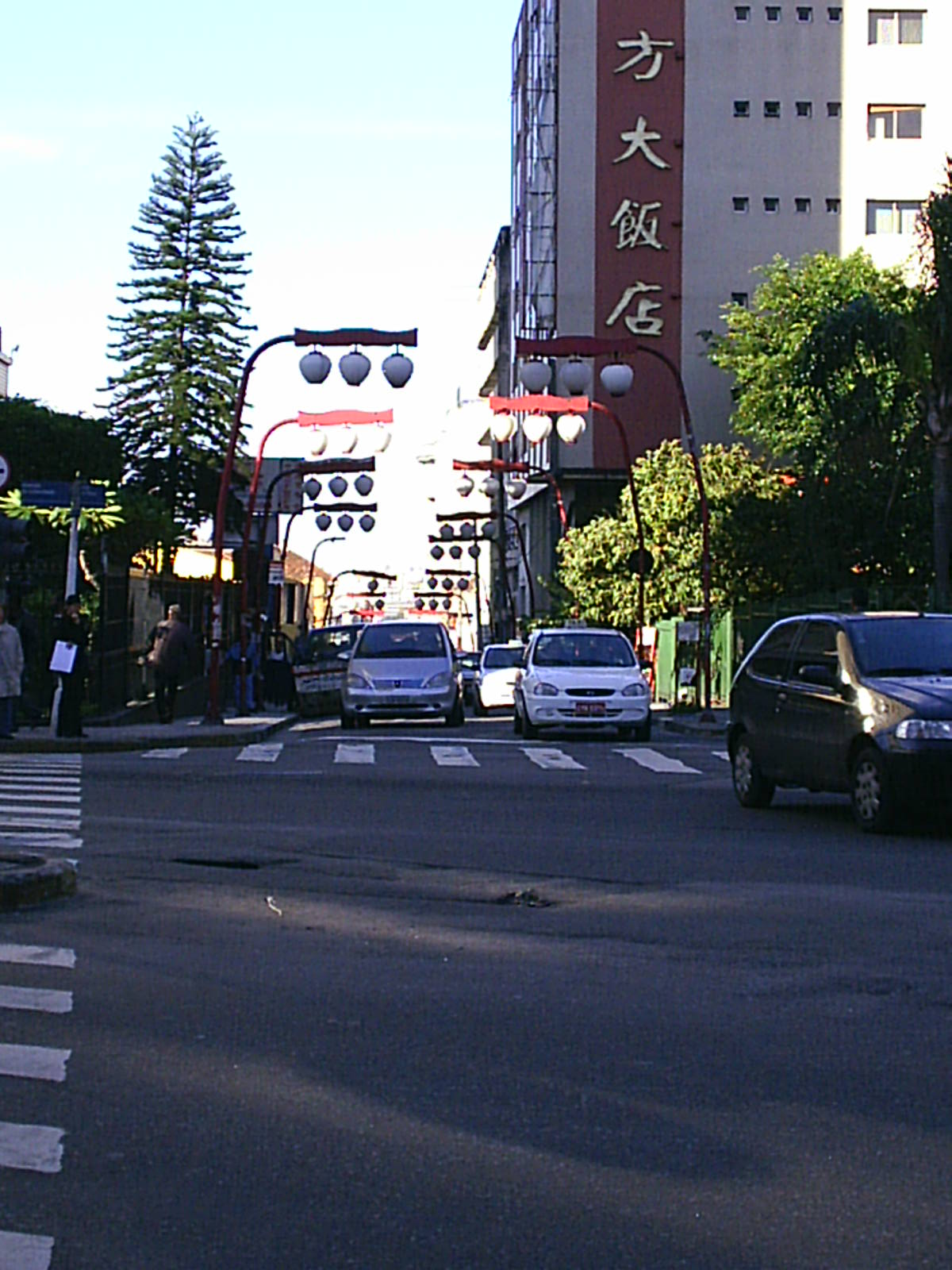
自由区的街道

自由区（葡萄牙語：Liberdade）是巴西圣保罗的一个区域，是世界上最大的海外日本人社区。除此以外，该区也有一定数量的中国人和韩国人。